# Liste von Luftfahrzeugen der Bundeswehr
Die Liste von Luftfahrzeugen der Bundeswehr enthält alle Luftfahrzeuge der Bundeswehr seit ihrer Aufstellung im Jahre 1955. Auch Typen, die sich in der Beschaffung befinden, sind enthalten. Flugzeugtypen, die über die Erprobungsphase bei der Truppe, der Wehrtechnischen Dienststelle oder der Deutschen Versuchsanstalt für Luft- und Raumfahrt nicht hinausgekommen sind, sind unter Experimental- und Probemuster gelistet. Insgesamt verfügt die Bundeswehr aktuell (Stand August 2022) über einen Bestand von ca. 339 Flächenflugzeugen, ca. 303 Hubschraubern und ca. 639 unbemannten Systemen.

## Erklärung
- Muster: Bezeichnung des Luftfahrzeugs
- Bild: Foto oder Skizze des Luftfahrzeugs
- Dienstzeit von …: Beginn der Verwendung durch die Bundeswehr
- Dienstzeit bis …: Ende der Verwendung durch die Bundeswehr
- Anzahl insg.: Gesamtzahl der bei der Bundeswehr vorhandenen Exemplare
- Anzahl aktuell: Anzahl der derzeit im Dienst stehenden Exemplare
- Verwendung: Hauptverwendungszweck des Luftfahrzeugs in der Bundeswehr
- Benutzer: Organisationsbereich der Bundeswehr (Luftwaffe/Heer/Marine/Rüstungsbereich), bei dem das Muster eingesetzt wird oder wurde. Experimental- und Probemuster, die lediglich durch die Deutsche Forschungs- und Versuchsanstalt für Luft- und Raumfahrt (DFVLR) oder eine ihrer Vorgängerinstitutionen erprobt wurden, sind gesondert mit „DLR“ gekennzeichnet.

Derzeit in Dienst befindliche Luftfahrzeuge sind in den Tabellen hellgrün hinterlegt.

## Propellerflugzeuge
| Muster                                     | Bild         | Dienstzeit von … | Dienstzeit bis … | Anzahl insg.                 | Anzahl aktuell | Verwendung                                                                                                | Benutzer                                      |
| ------------------------------------------ | ------------ | ---------------- | ---------------- | ---------------------------- | -------------- | --- | --------------------------------------------- |
| Piper L-18C „Super Cub“                    |              | 1956             | 1965             | 040                          | –              | Pilotenausbildung (Grundschulung)                                                                         | Luftwaffe                                     |
| CCF Harvard Mk.IV (T-6 „Texan“)            |              | 1956             | 1966             | 135                          | –              | Pilotenausbildung, Zieldarstellung, Verbindungsflüge                                                      | Luftwaffe                                     |
| Nord Aviation N.2501/2501D „Noratlas“      |              | 1956             | 1971             | 186                          | –              | Ausbildung, Personen- und Frachttransport, Verwundetentransport                                           | Luftwaffe                                     |
| Douglas DC-3/C-47D „Skytrain“              |              | 1957             | 1976             | 020                          | –              | Personen- und Frachttransport (bis 1959), Flugvermessung, Ausbildung                                      | Luftwaffe                                     |
| Hunting Percival P-66 „Pembroke“ C.Mk.54   |              | 1957             | 1975             | 033                          | –              | Personen-, Fracht- und VIP-Transport, Ausbildung, Vermessung                                              | Luftwaffe, Marine, Heer                       |
| Dornier Do 27A                             |              | 1957             | 1980             | 322                          | –              | Verbindungsaufgaben, Personal-/Materialtransport, Luftaufklärung, Verwundetentransport                    | Luftwaffe, Marine, Heer                       |
| Dornier Do 27B                             |              | 1957             | 1980             | 106                          | –              | Pilotenausbildung, Verbindungsaufgaben, Personal-/Materialtransport, Luftaufklärung, Verwundetentransport | Luftwaffe, Marine, Heer                       |
| Piaggio P.149D                             |              | 1957             | 1990             | 266                          | –              | (Piloten-)Ausbildung, Verbindungsaufgaben                                                                 | Luftwaffe, Marine                             |
| De Havilland DH.114 „Heron“ 2D             |              | 1957             | 1963             | 02                           | –              | VIP-Transport                                                                                             | Luftwaffe                                     |
| Fairey 17 „Gannet“ AS Mk.4                 |              | 1957             | 1965             | 016                          | –              | U-Boot-Jagd                                                                                               | Marine                                        |
| Grumman HU-16D „Albatros“                  |              | 1959             | 1971             | 08                           | –              | SAR-Einsätze                                                                                              | Marine                                        |
| Convair CV-340/CV-440 „Metropolitan“       |              | 1959             | 1974             | 06 (1/5)                     | –              | Personal-/Materialtransport                                                                               | Luftwaffe                                     |
| Pützer „Elster B“                          |              | 1960             | 1978             | 024                          | –              | Schulung                                                                                                  | Luftwaffe                                     |
| Dornier Do 28 A/B                          |              | 1961             | 1976?            | 01                           | –              | Personentransport, Verbindungsaufgaben                                                                    | Luftwaffe                                     |
| Dornier Do 28 D „Skyservant“               |              | 1971             | 1995             | 121                          | –              | Personen- und Frachttransport, Verbindungsaufgaben, VIP-Transport                                         | Luftwaffe, Marine                             |
| Douglas DC-6B „Liftmaster“                 |              | 1962             | 1969             | 04                           | –              | Personen- und VIP-Transport                                                                               | Luftwaffe                                     |
| Breguet Atlantic 1150 MPA                  |              | 1965             | 2006             | 015                          | –              | Seefernaufklärung, U-Boot-Jagd                                                                            | Marine                                        |
| C-160D „Transall“                          |              | 1968             | 2021             | 110                          | –              | Personen- und Frachttransport                                                                             | Luftwaffe                                     |
| North American OV-10B/OV-10B(Z) „Bronco“   |              | 1969             | 1990             | 018 (zeitweise 12) OV-10B(Z) | –              | Flugzieldarstellung                                                                                       | Rhein-Flugzeugbau (im Auftrag der Bundeswehr) |
| Breguet Atlantic 1150 SIGINT               |              | 1971             | 2010             | 05                           | –              | Elektronische Aufklärung                                                                                  | Marine                                        |
| Hawker-Siddeley HS.748                     |              | 1975             | 1994             | 07                           | –              | Flugvermessung                                                                                            | Luftwaffe (mit zivilen Kennzeichen)           |
| Antonow An-26                              |              | 1990             | 1994             | 012                          | –              | Transport, Kalibrierung (aus NVA-Bestand)                                                                 | Luftwaffe                                     |
| LET-410S                                   |              | 1990             | 2000             | 012                          | –              | Verbindungsaufgaben, Transportausbildung, VIP-Transport (aus NVA-Bestand)                                 | Luftwaffe                                     |
| Dornier 228/Dornier 228LM/LT               |              | 1991             | 2012             | 04                           | –              | Verbindungsaufgaben (2) (LT bis 2006) und Überwachung von Meeresverschmutzung (2) (eine LM bis 2012)      | Marine, Rüstung                               |
| Grob G 120A                                |              | 2002             | 2022             | 06                           | 06             | Pilotenausbildung (Grundschulung) (mit ziviler Zulassung)                                                 | Luftwaffe                                     |
| Lockheed P-3C „Orion“                      |              | 2006             | Heute            | 08                           | 02             | Seefernaufklärung, U-Boot-Jagd, Datenkommunikationsplattform. Wird ersetzt durch acht Boeing P-8.         | Marine                                        |
| Dornier 228NG                              |              | 2012             | Heute            | 02                           | 02             | Überwachung von Meeresverschmutzung                                                                       | Marine                                        |
| Airbus A400M „Atlas“                       |              | 2014             | Heute            | 053 (bestellt)               | 048            | strategisches und taktisches Transportflugzeug, Tankflugzeug, Verwundetentransport (MedEvac)              | Luftwaffe                                     |
| PZL M28 „Skytruck“                         |              | 2017             | Heute            | 02                           | 02             | Fallschirmjäger-Ausbildung (geleast mit ziviler Zulassung)                                                | Heer                                          |
| Grob G 120TP                               | Beispielbild | 2021             | Heute            | 04                           | 04             | Pilotenausbildung (Grundschulung) (mit ziviler Zulassung, geleast von H3 Grob Aircraft SE)                | Luftwaffe                                     |
| Lockheed Martin C-130J-30 „Super Hercules“ |              | 2022             | Heute            | 03                           | 03             | Personen- und Frachttransport                                                                             | Luftwaffe                                     |
| Lockheed Martin KC-130J                    |              | 2024             | Heute            | 03                           | 03             | Personen- und Frachttransport, Tankflugzeug                                                               | Luftwaffe                                     |

## Strahlflugzeuge
| Muster                                           | Bild         | Dienstzeit von … | Dienstzeit bis … | Anzahl insg.   | Anzahl aktuell | Verwendung | Benutzer                              |
| ------------------------------------------------ | ------------ | ---------------- | ---------------- | -------------- | -------------- | --- | ------------------------------------- |
| Lockheed T-33A „T-Bird“                          |              | 1956             | 1976             | 192            | –              | Pilotenausbildung, Verbindungsaufgaben | Luftwaffe                             |
| Republic F-84F „Thunderstreak“                   |              | 1956             | 1967             | 450            | –              | Waffenschulung, Luft-Boden-Angriffe | Luftwaffe                             |
| Fouga CM.170R „Magister“                         |              | 1957             | 1969             | 234            | –              | Pilotenausbildung (Strahlflugzeuge) | Luftwaffe, Marine                     |
| Republic RF-84F „Thunderflash“                   |              | 1958             | 1966             | 108            | –              | Ausbildung, Luftaufklärung | Luftwaffe                             |
| Canadair CL-13A „Sabre“ MK.5/Mk.6                |              | 1958             | 1966             | 225            | –              | Jagdeinsätze, Waffenschulung | Luftwaffe                             |
| Hawker/Armstrong Whitworth Mk.100/101 „Sea Hawk“ |              | 1958             | 1966             | 034            | –              | Bekämpfung von Boden-/Seezielen (Mk. 100), Luftaufklärung (Mk. 101)                                                                              | Marine                                |
| North American (Fiat) F-86K „Sabre“              |              | 1959             | 1966             | 088            | –              | Jagdeinsätze | Luftwaffe                             |
| Fiat G.91R/3 „Gina“                              |              | 1960             | 1982             | 345            | –              | Luft-Boden-Angriff, Luftaufklärung | Luftwaffe                             |
| Lockheed F-104F „Starfighter“                    |              | 1960             | 1971             | 030            | –              | Ausbildung | Luftwaffe                             |
| Fiat G.91T/3                                     |              | 1961             | 1982             | 066            | –              | Pilotenausbildung (Strahlflugzeuge), Waffenschulung                                                                                              | Luftwaffe                             |
| Lockheed F-104G „Starfighter“                    |              | 1961             | 1991             | 586            | –              | Jagdeinsätze/Bekämpfung von Boden-/Seezielen | Luftwaffe, Marine, Rüstung            |
| Lockheed C-140 „Jetstar“                         |              | 1962             | 1986             | 04             | –              | VIP-Transport | Luftwaffe                             |
| Lockheed RF-104G „Starfighter“                   |              | 1963             | 1986             | 163            | –              | Luftaufklärung | Luftwaffe, Marine                     |
| Lockheed TF-104G „Starfighter“                   |              | 1963             | 1989             | 137            | –              | Fortgeschrittene Pilotenausbildung (Strahlflugzeuge), Waffenschulung                                                                             | Luftwaffe                             |
| Fiat G.91R/4 „Gina“                              |              | 1964             | 1966             | 050            | –              | Waffenschulung | Luftwaffe                             |
| Cessna T-37B „Tweet“                             |              | 1967             | 2009             | 047            | –              | Pilotenausbildung (USA) | Luftwaffe                             |
| Northrop T-38 „Talon“                            |              | 1968             | Heute            | 046            | 041            | Fortgeschrittene Pilotenausbildung (USA) | Luftwaffe                             |
| Boeing 707-307C                                  |              | 1968             | 1999             | 04             | –              | VIP-, Personen- und Frachttransport | Luftwaffe                             |
| McDonnell Douglas RF-4E „Phantom“                |              | 1971             | 1994             | 088            | –              | Luftaufklärung | Luftwaffe                             |
| McDonnell Douglas F-4F „Phantom“                 |              | 1973             | 2013             | 0175           | –              | Jagdeinsätze, Luft-Boden-Angriffe | Luftwaffe                             |
| HFB-320 „Hansa-Jet“                              |              | 1976             | 1988             | 08             | –              | VIP-Transport | Luftwaffe, Rüstung                    |
| HFB-320M „Hansa-Jet“ ECM                         |              | 1977             | 1994             | 08             | –              | Ausbildung in elektronischer Kampfführung | Luftwaffe                             |
| McDonnell Douglas F-4E „Phantom“                 |              | 1977             | 1999             | 010            | –              | Pilotenschulung in den USA | Luftwaffe                             |
| Fokker VFW 614                                   |              | 1977             | 1998             | 03             | –              | VIP-Transport | Luftwaffe                             |
| Dassault-Breguet/Dornier „Alpha Jet“             |              | 1979             | 1997             | 175            | –              | Ausbildung, Waffenschulung, Luft-Boden-Angriff                                                                                                   | Luftwaffe, Rüstung                    |
| Panavia „Tornado“ IDS/RECCE                      |              | 1980             | Heute            | 334            | 68             | Bekämpfung von Boden-/Seezielen, Aufklärung | Luftwaffe, Rüstung, Marine (bis 2005) |
| Canadair CL-601 „Challenger“                     |              | 1986             | 2011             | 07             | –              | VIP-Transport | Luftwaffe                             |
| Panavia „Tornado“ ECR                            |              | 1990             | Heute            | 035            | 021            | Bekämpfung feindl. Luftabwehr, Elektronische Aufklärung                                                                                          | Luftwaffe, Rüstung                    |
| Iljuschin Il-62                                  |              | 1990             | 1993             | 03             | –              | Personen- und VIP-Transport (aus NVA-Bestand) | Luftwaffe                             |
| Tupolew Tu-134                                   |              | 1990             | 1992             | 03             | –              | Personen- und VIP-Transport (aus NVA-Bestand) | Luftwaffe                             |
| Tupolew Tu-154M                                  |              | 1990             | 1997             | 02             | –              | Personen- und VIP-Transport, Überwachungsflüge im Rahmen „Open Skies“ (Rüstungskontrolle) (aus NVA-Bestand)                                      | Luftwaffe                             |
| Mikojan-Gurewitsch MiG-29A/MiG-29G               |              | 1990             | 2004             | 020            | –              | Jagdeinsätze (aus NVA-Bestand) | Luftwaffe                             |
| Mikojan-Gurewitsch MiG-29B/MiG-29UB              |              | 1990             | 2004             | 04             | –              | Jagdeinsätze (aus NVA-Bestand) | Luftwaffe                             |
| Airbus A310-304 VIP/PAX                          |              | 1991             | 2021             | 03             | –              | Personen- und VIP-Transport (aus Interflug-Bestand)                                                                                              | Luftwaffe                             |
| Airbus A310-304 MRTT                             |              | 1999             | 2022             | 04             | –              | Fracht- und Personentransport, Luftbetankung, Verwundetentransport (MedEvac)                                                                     | Luftwaffe                             |
| Eurofighter „Typhoon“                            |              | 2004             | Heute            | 181 (bestellt) | 138            | Jagdeinsätze, Luft-Boden-Angriffe | Luftwaffe                             |
| Airbus A319-133CJ                                |              | 2010             | Heute            | 3              | 3              | 2 Maschinen für Personen- und VIP-Transport, eine für Überwachungsflüge im Rahmen „Open Skies“ (Rüstungskontrolle) bei der Flugbereitschaft BMVg | Luftwaffe                             |
| Airbus A340-313X VIP                             |              | 2010             | 2023             | 2              | -              | Personen- und VIP-Transport bei der Flugbereitschaft BMVg.                                                                                       | Luftwaffe                             |
| Bombardier Global 5000                           |              | 2011             | Heute            | 4              | 3              | Personen- und VIP-Transport bei der Flugbereitschaft BMVg                                                                                        | Luftwaffe                             |
| Airbus A321-200                                  |              | 2018             | Heute            | 1              | 1              | Personen- und VIP-Transport bei der Flugbereitschaft BMVg, Verwundetentransport (MedEvac),                                                       | Luftwaffe                             |
| Bombardier Global 6000                           |              | 2019             | Heute            | 3              | 3              | Personen- und VIP-Transport bei der Flugbereitschaft BMVg.                                                                                       | Luftwaffe                             |
| Airbus A350-900                                  |              | 2020             | Heute            | 3              | 3              | Personen- und VIP-Transport bei der Flugbereitschaft BMVg.                                                                                       | Luftwaffe                             |
| Airbus A321-LR                                   |              | 2022             | Heute            | 2              | 2              | Personen- und Verwundetentransport (MedEvac) bei der Flugbereitschaft BMVg.                                                                      | Luftwaffe                             |
| Boeing P-8A „Poseidon“                           | Beispielbild | ab 2025          | –                | 8 (bestellt)   | –              | Seefernaufklärung, U-Boot-Jagd; Ersetzen die Lockheed P-3C „Orion“.                                                                              | Marine                                |
| Lockheed Martin F-35A „Lightning II“             | Beispielbild | ab 2026          | –                | 35 (bestellt)  | –              | Jagdeinsätze, Luft-Boden-Angriffe | Luftwaffe                             |
| Bombardier Global 6000 SIGINT                    |              | ab 2027          | –                | 3 (bestellt)   | –              | Elektronische Aufklärung (SIGINT) im Rahmen des Projekts PEGASUS.                                                                                | Luftwaffe                             |

## Hubschrauber
| Muster                              | Bild         | Dienstzeit von … | Dienstzeit bis … | Anzahl insg.                 | Anzahl aktuell         | Verwendung | Benutzer                              |
| ----------------------------------- | ------------ | ---------------- | ---------------- | ---------------------------- | ---------------------- | --- | ------------------------------------- |
| Bell (Agusta) 47 G-2                |              | 1957             | 1974             | 045                          | –                      | Aufklärung, Verbindungsaufgaben, Schulung | Heer, Luftwaffe                       |
| Sud Aviation SO 1221 „Djinn“        |              | 1957             | 1960             | 06                           | –                      | Aufklärung, Verbindungsaufgaben | Heer                                  |
| Bristol 171 „Sycamore“ Mk.52        |              | 1957             | 1969             | 050                          | –                      | SAR-Einsätze | Marine, Luftwaffe                     |
| Boeing Vertol H-21C „Workhorse“     |              | 1957             | 1971             | 032                          | –                      | mittlere Transportaufgaben | Heer, Luftwaffe                       |
| Sikorsky H-34G „Choctaw“            |              | 1957             | 1975             | 191                          | –                      | Ausbildung, Transport, U-Jagd, SAR | Heer, Luftwaffe, Marine               |
| Saunders-Roe „Skeeter“ Mk.50/Mk.51  |              | 1958             | 1960             | 010                          | –                      | Aufklärung, Verbindungsaufgaben | Heer, Marine                          |
| Sud Aviation SE-3130 „Alouette II“  |              | 1959             | 2006             | 247                          | –                      | leichte Mehrzweckaufgaben, Pilotenausbildung (Grundschulung) | Heer                                  |
| Bell UH-1D                          |              | 1967             | 2021             | 356                          | –                      | leichte Mehrzweckaufgaben, Luftrettung (SAR-Einsätze), VIP-Transport | Heer (bis 2021), Luftwaffe (bis 2012) |
| Aérospatiale SA 318 C „Alouette II“ |              | 1969             | 1981             | 053                          | –                      | leichte Mehrzweckaufgaben, Ausbildung | Heer                                  |
| Westland Mk.41 „Sea King“           |              | 1972             | 2024             | 022                          | –                      | SAR-Dienst, leichte Mehrzweckaufgaben, Pilotenausbildung (Grundschulung) | Marine                                |
| Sikorsky CH-53GA/GE/GS              |              | 1972             | Heute            | 112                          | 066 (Stand April 2017) | mittlere Transportaufgaben; Ersatz durch die Boeing-Vertol CH-47F ab 2026 geplant. | Luftwaffe, Heer (bis 2012)            |
| MBB Bo-105 P (PAH 1/PAH 1A1)        |              | 1979             | 2013             | 212                          | –                      | Bekämpfung von gepanzerten Bodenzielen | Heer                                  |
| MBB Bo-105 M (VBH)                  |              | 1979             | 2004             | 100                          | –                      | leichte Mehrzweckaufgaben, Pilotenausbildung (Grundschulung) | Heer                                  |
| Westland Mk.88A „Sea Lynx“          |              | 1981             | Heute            | 026                          | 022                    | Verbindungsaufgaben, U-Boot-Jagd; Wird ab 2025 durch den NHIndustries NH90 MRFH „Sea Tiger“ ersetzt. | Marine                                |
| Mil Mi-8 „Hip“                      |              | 1990             | 1997             | 091                          | –                      | Personal-/Materialtransport, VIP-Transport (aus NVA-Bestand) | Heer, Luftwaffe, Marine               |
| Mil Mi-2 „Hoplite“                  |              | 1990             | 1992             | 025                          | –                      | leichte Mehrzweckaufgaben (aus NVA-Bestand) | Heer                                  |
| Mil Mi-14 „Haze“                    |              | 1990             | 1991             | 014                          | –                      | Minenabwehr (aus NVA-Bestand) | Marine                                |
| Mil Mi-24D/P „Hind“                 |              | 1990             | 1993             | 051                          | –                      | Bekämpfung von Bodenzielen, Erprobung (aus NVA-Bestand) | Heer, Rüstung                         |
| Eurocopter AS532U2 „Cougar“         |              | 1997             | Heute            | 03                           | 03                     | VIP-Transport | Luftwaffe                             |
| Eurocopter EC 135 T1                |              | 1999             | Heute            | 015                          | 013                    | Pilotenausbildung (Grundschulung) | Heer                                  |
| MBB Bo-105 P1M (VBH)                |              | 2004             | 2016             | 0100                         | –                      | leichte Mehrzweckaufgaben | Heer                                  |
| Eurocopter UHT „Tiger“              |              | 2005             | Heute            | 068                          | 51                     | Bekämpfung von gepanzerten Bodenzielen; Zur Vereinheitlichung der Rüststände sollen weitere 33 UH Tiger in den Bauzustand ASGARD umgerüstet werden.                                                         | Heer                                  |
| NHIndustries NH90 TTH               |              | 2006             | Heute            | 82                           | 82                     | leichte Mehrzweckaufgaben | Heer, Luftwaffe (bis 2012)            |
| Airbus Helicopters H135             |              | 2015             | 2025             | 01                           | 01                     | Pilotenausbildung (Seeflugschulung) (geleast mit ziviler Zulassung) | Marine                                |
| Airbus Helicopters H145M LUH SOF    |              | 2015             | Heute            | 15                           | 15                     | Transport und Unterstützung von Spezialkräften | Luftwaffe                             |
| Bell 206 B3                         | Beispielbild | 2017             | 2024             | 06                           | –                      | Pilotenausbildung (Grundschulung) (geleast mit ziviler Zulassung) | Heer                                  |
| Airbus Helicopters H135 T3          |              | 2018             | Heute            | 07                           | 07                     | Pilotenausbildung (geleast bis 2024; mit ziviler Zulassung) | Heer                                  |
| Airbus Helicopters H145 LUH SAR     |              | 2019             | Heute            | 7                            | 7                      | SAR-Dienst | Heer                                  |
| NHIndustries NH90 NTH „Sea Lion“    |              | 2020             | Heute            | 18                           | 18                     | SAR-Dienst und leichte Mehrzweckaufgaben | Marine                                |
| Airbus Helicopters H145 D2/3        |              | 2021             | Heute            | 03                           | 03                     | Pilotenausbildung; Ergänzung zu den vorhandenen H145M LUH SOF (geleast mit ziviler Zulassung) | Luftwaffe                             |
| Airbus Helicopters H145M LKH        |              | 2024             | Heute            | 62 (bestellt) +20 (optional) | 01                     | Leichter Schulungs-/Unterstützungs- und Kampfhubschrauber (57) Transport und Unterstützung von Spezialkräften (5); ergänzt u. a. die Eurocopter UHT „Tiger“; die Auslieferung soll 2028 abgeschlossen sein. | Heer Luftwaffe                        |
| NHIndustries NH90 MRFH „Sea Tiger“  | Beispielbild | ab 2025          | –                | 31 (bestellt)                | –                      | U-Jagd und leichte Mehrzweckaufgaben; ersetzen die Westland Mk.88A „Sea Lynx“; Die Auslieferung ist für den Zeitraum Ende 2025 bis Anfang 2030 geplant.                                                     | Marine, Rüstung                       |
| Boeing CH-47F „Chinook“             | Beispielbild | ab 2026          | –                | 60 (bestellt)                | –                      | Schwere Transportaufgaben; ersetzen die Sikorsky CH-53GA/GE/GS | Luftwaffe                             |

## Unbemannte Systeme
| Muster | Bild                             | Dienstzeit von … | Dienstzeit bis … | Anzahl insg.            | Anzahl aktuell | Verwendung | Benutzer              |
| --- | -------------------------------- | ---------------- | ---------------- | ----------------------- | -------------- | --- | --------------------- |
| CL-89 (AN/USD-501)                                                                                         |                                  | 1972             | 1992             | ?                       | –              | Aufklärung | Heer                  |
| CL-289 (AN/USD-502)                                                                                        |                                  | 1990             | 2009             | 184 (11 Sys.)           | –              | Aufklärung | Heer                  |
| LUNA (Luftgestützte Nahaufklärungs-Ausstattung)                                                            |                                  | 2000             | Heute            | 0142                    | 084 (9 Sys.)   | Aufklärung wird durch das System Luna NG/B ersetzt                                                             | Heer Marine           |
| KZO (Kleinfluggerät Zielortung)                                                                            |                                  | 2005             | Heute            | 061                     | 044 (12 Sys.)  | Aufklärung; wird durch das System Luna NG/B ersetzt                                                            | Heer                  |
| ALADIN (Abbildende Luftgestützte Aufklärungsdrohne im Nächstbereich)                                       |                                  | 2005             | Heute            | 323                     | 290 (145 Sys.) | Aufklärung; soll durch neues System ersetzt werden                                                             | Heer Marine           |
| EMT Fancopter MIKADO (Mikroaufklärungsdrohne für den Ortsbereich)                                          |                                  | 2006             | ?                | 021                     | –              | Aufklärung | Heer                  |
| AirRobot AR 100-B MIKADO (Mikroaufklärungsdrohne für den Ortsbereich)                                      |                                  | 2007             | Heute            | 168                     | 145 (145 Sys.) | Aufklärung; wird durch die AirRobot AR 100-H ergänzt/ersetzt                                                   | Heer                  |
| Heron 1 | Heron 1 der Bundeswehr           | 2010             | 2023             | 6 (2 Sys.)              | –              | Aufklärung | Luftwaffe             |
| PD-100 Black Hornet                                                                                        | Black Hornet Nano Helicopter UAV | 2016             | Heute            | 30                      | 30 (10 Sys.)   | Aufklärung | Heer                  |
| DJI Phantom 4                                                                                              | DJI Phantom 4Pro                 | 2017             | Heute            | 29                      | <29 (17 Sys.)  | Aufklärung | Marine                |
| AirRobot AR 200                                                                                            |                                  | 2018?            | Heute?           | –                       | –              | | Rüstung               |
| LARUS (Luftgestützte Aufklärung mit Unbemannten Systemen) (Puma II AE)                                     | RQ-20 Puma des U.S. Marine Corps | 2019             | Heute            | 6                       | 6 (3 Sys.)     | Aufklärung | Marine                |
| Heron TP                                                                                                   |                                  | 2022             | Heute            | 5 (+3 geplant)          | 5              | Aufklärung | Luftwaffe             |
| AirRobot AR 100-H MIKADO II (Mikroaufklärungsdrohne für den Ortsbereich II)                                |                                  | 2024             | Heute            | 145 (bestellt)          | ?              | Aufklärung; ergänzen (ersetzen) die AirRobot AR 100-B                                                          | Heer Marine Luftwaffe |
| FALKE (Ferngeführtes Aufklärungssystem, luftgestützt, kurze Entfernung) (Quantum-Systems Vector)           |                                  | 2024             | Heute            | 12                      | 12 (12 Sys.)   | Aufklärung | Heer                  |
| HUSAR (Hocheffizientes, unbemanntes System zur abbildenden Aufklärung in mittlerer Reichweite) (Luna NG/B) |                                  | ab 2025          | –                | 65 (bestellt) (13 Sys.) | –              | Aufklärung; ersetzen die LUNA und die KZO; Auslieferung 2025–2028 geplant (12 Einsatzsys. + 1 Ausbildungssys.) | Heer                  |

Anmerkung: Die Abkürzung „Sys.“ steht für „Systeme“ – damit sind die Steuerungssysteme zum Kontrollieren der Drohnen gemeint.

## Experimental- und Probemuster
| Muster | Bild                              | Dienstzeit von … | Dienstzeit bis … | Anzahl insg. | Anzahl aktuell | Verwendung | Benutzer           |
| --- | --------------------------------- | ---------------- | ---------------- | ------------ | -------------- | --- | ------------------ |
| Dornier Do 29 |                                   | 1958             | 1964             | 02           | –              | Experimentalflugzeug mit vertikal schwenkbarem Propellerantrieb                                                        | DLR                |
| Merckle SM 67 |                                   | 1959             | 1962             | 03           | –              | Erprobungshubschrauber                                                                                                 | DLR                |
| Bölkow Bo 103 |                                   | 1961             | 1962             | 01           | –              | Erprobungshubschrauber für Beobachtungsaufgaben                                                                        | DLR                |
| Heinkel/Potez CM.191 |                                   | 1962             | –                | 02           | –              | Viersitzige Weiterentwicklung der Fouga Magister                                                                       | DLR                |
| Dornier Do 32E |                                   | 1962             | 1963             | 01           | –              | Erprobunghubschrauber für Beobachtungs- und Verbindungsaufgaben                                                        | DLR                |
| EWR VJ 101 |                                   | 1962             | 1971             | 02           | –              | Probemuster (VTOL) für Abfangjagd (Überschall)                                                                         | DLR                |
| Grumman OV-1 „Mohawk“ |                                   | 1963             | –                | 03           | –              | Erprobungsmuster für Aufklärung                                                                                        | Heer               |
| Sikorsky S-64A „Skycrane“ |                                   | 1963             | 1968             | 02           | –              | schwere Transportaufgaben                                                                                              | Heer, Rüstung      |
| Bölkow Bo 46 |                                   | 1964             | –                | 01           | –              | Versuchshubschrauber mit schwenkbaren Rotoren                                                                          | DLR                |
| English Electric Canberra B Mk.II |                                   | 1966             | 1993             | 03           | –              | Erprobungsträger, Vermessungsflüge für die DLR und das Amt für Wehrgeophysik                                           | Luftwaffe, Rüstung |
| Dornier Do-31 |                                   | 1967             | 1969             | 02           | –              | Probemuster (VTOL) für Mannschafts- und Frachttransport                                                                | DLR                |
| Lockheed RF-104G-1 |                                   | 1968             | –                | 02           | –              | Probemuster für eine neue Aufklärerversion der F-104G                                                                  | Rüstung            |
| VFW H-3 Sprinter |                                   | 1969             | 1972             | 02           | –              | Versuchshubschrauber                                                                                                   | DLR                |
| Rhein-Flugzeugbau RFB X-113Am |                                   | 1970             | –                | 01           | –              | Bodeneffekt-Luftfahrzeug                                                                                               | DLR                |
| VFW-Fokker VAK 191 B |                                   | 1971             | 1975             | 03           | –              | Probemuster (VTOL) für Abfangjagd (Überschall)                                                                         | DLR                |
| Rhein-Flugzeugbau Fantrainer 400/600 |                                   | 1978             | –                | 03           | –              | Erprobungsmuster (Schulflugzeug)                                                                                       | Rüstung            |
| F-104G CCV |                                   | 1977             | 1981             | 01           | –              | Erprobungsmuster für (Fly-by-Wire-Technik)                                                                             | Rüstung            |
| Mil Mi-24 „Hind“ |                                   | 1990             | 1991             | 20           | –              | Erprobung der Bekämpfung von gepanzerten Bodenzielen (aus NVA-Bestand)                                                 | Heer, Rüstung      |
| Rheinmetall Taifun |                                   | 2002             | 2003             | 01           | –              | UAS – Unmanned Aerial System (Unbemanntes Flugsystem), Luft-Boden-Angriff                                              | Rüstung            |
| Rheinmetall TARES |                                   | 2003             | 2006             | 01           | –              | UAS – Unmanned Aerial System (Unbemanntes Flugsystem), Luft-Boden-Angriff                                              | Rüstung            |
| Barracuda |                                   | 2006             | –                | 02           | –              | UAS – Unmanned Aerial System (Unbemanntes Flugsystem), Autonomer Technik-Erprobungsträger                              | Rüstung            |
| Schiebel Camcopter S-100 |                                   | 2008             | 2008             | 01           | –              | UAS – Unmanned Aerial System (Unbemanntes Flugsystem), Probemuster für den Einsatz auf Korvetten                       | Rüstung            |
| RQ-4E Eurohawk | Eurohawk Mock-Up auf der ILA 2006 | 2011             | 2013             | 01           | –              | UAS – Unmanned Aerial System (Unbemanntes Flugsystem), Probemuster für die Aufklärung, Abbruch der Einführung Mai 2013 | Luftwaffe, Rüstung |
| Sea Falcon (Skeldar V-200B) VorMUAS (Vordringlicher Bedarf Marine Unmanned Aerial System) und AlmEG (Aufklärung und Identifizierung im maritimen Einsatzgebiet) |                                   | 2020             | 2024             | 2            | -              | UAS – Unmanned Aerial System (Unbemanntes Flugsystem), Probemuster für den Einsatz auf Korvetten                       | Marine             |
| AVILUS Grille |                                   | 2024             | Heute            |              |                | UAS – Unmanned Aerial System (Unbemanntes Flugsystem), Muster zum Verwundetentransport                                 | Rüstung            |